# Abimael Guzmán
Manuel Rubén Abimael Guzmán Reynoso (Arequipa, 3 de dezembro de 1934 – Callao, 11 de setembro de 2021), também conhecido pelo pseudónimo Presidente Gonzalo,  foi um professor peruano de filosofia na Universidade de Ayacucho que formalizou o marxismo-leninismo-maoísmo e foi o líder do Partido Comunista do Peru-Sendero Luminoso, grupo que deu início ao conflito armado no Peru. É considerado por alguns como a "quarta espada" do pensamento marxista no mundo imediatamente após Karl Marx, Lenin e Mao Tse Tung.
O Sendero Luminoso estava ativo no Peru desde o final dos anos 70 e começou sua "guerra popular" em 17 de maio de 1980 sob o "Pensamento Gonzalo", uma adaptação do Marxismo-leninismo-maoismo à realidade peruana. Procurado por acusações de terrorismo e alta traição nacional, Guzmán foi capturado pelo governo peruano em 1992 e recebeu sentença perpétua.
Ficou preso na base naval do Callao, próximo à cidade de Lima, no Peru. O grupo Sendero Luminoso vem sendo criticado pela violência usada contra camponeses, líderes sindicais e políticos eleitos – personagens sociais que eram acusados pelo grupo de colaborar com o Estado peruano. O Sendero Luminoso está na lista de organizações terroristas internacionais elaborada pelo Departamento de Estado dos Estados Unidos. O Reino Unido, a União Europeia e Peru descrevem o Sendero Luminoso como um grupo terrorista e proíbem o patrocínio da organização bem como qualquer outra forma de ajuda financeira.

## Biografia
Guzmán nasceu em Mollendo, uma cidade litorânea na província de Islay, na região de Arequipa (aprox. A 1000 km ao sul de Lima). Ele foi um filho ilegítimo de Abimael Guzmán Silva, um comerciante ganhador da loteria nacional que teve 3 filhos com 3 mulheres diferentes. A mãe de Abimael, Berenice Reynoso, morreu quando ele tinha apenas cinco anos de idade, o que fez com que ele vivesse com a família materna de 1939 até 1946, quando começou a viver com seu pai e a esposa do mesmo em Arequipa.
Foi em Arequipa que Guzmán estudou no Colegio de la Salle, uma escola ginasial católica. A completar dezenove anos ele começou a estudar no departamento de Estudos Sociais da Universidade Nacional de San Agustín, em Arequipa. Seus colegas de classe na faculdade o descrevem, mais tarde, como um jovem tímido, disciplinado, obsessivo e contemplativo.
Cada vez mais atraído pela ideologia marxista, seu pensamento político foi influenciado pelo livro “Sete ensaios sobre a interpretação da realidade peruana”, de José Carlos Mariátegui, o fundador do Partido Comunista Peruano.

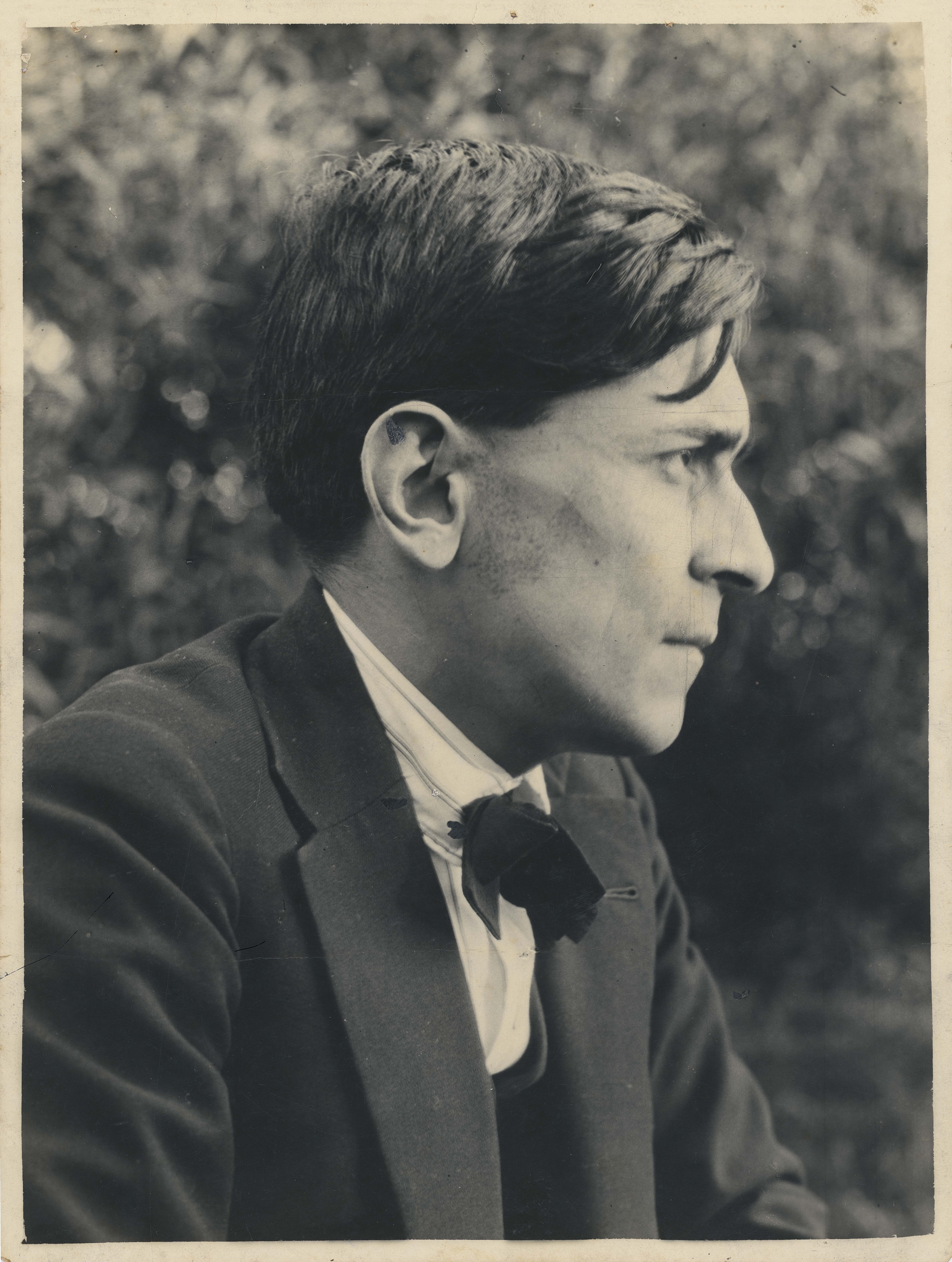
Abimael Guzmán foi influenciado por Carlos Mariátegui.

Em Arequipa, Guzmán completou o ensino superior em Filosofia e Direito. Suas dissertações chamavam-se “A Teoria Kantiana de Espaço” e “O Estado Democrático Burguês”. Abimael Guzmán entrou no Partido Comunista entre 1960-1961, em um comitê de base em Arequipa, com 25 anos de idade. Em 1962 Abimael Guzmán começou a trabalhar como professor de filosofia, empregado pelo reitor da Universidade San Cristóbal de Huamanga, em Ayacucho – cidade central nos Andes peruanos. O reitor era o Dr. Efraín Morote Best, um antropólogo que, alguns creem, tornou-se o verdadeiro líder intelectual do Sendeiro Luminoso.
Encorajado por Morote, Abimael estudou Quechua, a língua falada por parte da população indígena do Peru, e tornou-se cada vez mais ativo nos círculos esquerdistas. Guzmán atraiu para perto de si diversos membros da academia que pensavam como ele, comprometidos com a missão de realizar a revolução no Peru. Ele foi preso duas vezes durante os anos 70 por causa de sua participação em revoltas violentas na cidade de Arequipa contra o governo dos presidentes Velasco Alvarado e Fernando Belaúnde Terry. Guzmán visitou a China comunista pela primeira vez em 1965, seguida de diversas outras visitas durante as quais fontes afirmam que aprendeu táticas políticas e sobre o uso de explosivos.
Guzmán deixou a Universidade San Cristóbal de Huamanga na metade dos anos 70 e começou um longo período em que esteve anônimo.
Nos anos 60, o Partido Comunista Peruano dividiu-se por conta de disputas ideológicas e pessoais e Guzmán, que havia escolhido para si uma linha de pensamento pro-Chinesa ao invés de pro-Soviética, emergiu como o líder da facção que ficou conhecida como “Sendero Luminoso” (Mariátegui escreveu: “o Marxismo-Leninismo é o sendeiro luminoso do futuro”). Guzmán adotou o nome de guerra Presidente Gonzalo e começou a defender uma revolução camponesa de acordo com o modelo Maoista.
Seus seguidores declararam a Guzmán, que desfrutava de anonimidade, como a “Quarta Espada do Comunismo (depois de Karl Marx, Lenin e Mao Tsé-tung). Em suas declarações políticas, Guzmán elogiava o desenvolvimento aplicado por Mao, a tese de que o imperialismo nunca vai acabar sem o anti-revisionismo.
Guzmán direcionava suas críticas não somente ao Imperialismo estadunidense, mas também ao social-imperialismo sovietico, que Mao Tsé-tung já havia denunciado durante suas polemicas com Kruschev.

## Prisão e condenação
Guzmán foi preso em 12 de setembro de 1992, onde ficou numa base naval de alta segurança, e condenado à prisão perpétua por um tribunal militar secreto. Em 2003 a Suprema Corte do Peru anulou a sentença e tentou um novo julgamento em 2004, que foi interrompido quando Guzmán começou a gritar versos comunistas para as câmeras do tribunal. Em 2005 o julgamento foi retomado, e a sentença saiu em 13 de outubro de 2006. A leitura da sentença teve duração de 5 horas, e Guzmán foi novamente condenado a prisão perpétua.
Em 11 de setembro de 2018 uma nova condenação por prisão perpétua ocorreu, dessa vez pelo atentado ocorrido em 1992, quando o Sendero Luminoso fez um atentado com carro-bomba que matou 25 pessoas em na rua Tarata, em Lima. Nesse julgamento vários líderes foram condenados, entre eles Elena Yparraguirre, Osmán Morote e Margot Liendo, que no momento cumpriam prisão domiciliar, Guzman denunciou o julgamento como "patranha" e afirmou que o partido nada tinha a ver com o atentado.

## Vida pessoal
Em fevereiro de 1964, Guzmán casou-se com Augusta la Torre, que morreu em circunstâncias não esclarecidas, em 1989. Há rumores de que ela foi assassinada por Elena Iparraguirre, amante de Abimael, com a cumplicidade do mesmo, mas estes rumores cairam em descredito pois já foi provado que Augusta se suicidiou devido seus problemas psicologicos.
No outono de 2006, encarcerado, Guzmán pediu Iparraguirre em casamento enquanto ela também cumpria prisão perpétua em um outro presídio. Depois de lutar pela permissão para casar-se por meios de uma greve de fome, Abimael e Elena casaram-se no fim de agosto, em 2010. Contudo, não existem provas que Guzmán possua as mesmas convicções que Elena em relação a Guerra Popular.

## Teorias e Obras
Abimael Guzmán escreveu muitas obras, geralmente criticando o caráter e ações de alguns movimentos comunistas peruanos, desenvolvendo questões como a Semi-feudalidade, Chefatura e revisionismo. Abimael Guzmán escreveu diversas obras, entre elas: "Sobre a Questão nacional", "Para Entender Mariátegui", "três capítulos de nossa história", "seminário de filosofia do Presidente Gonzalo", "Somos os Iniciadores", "América Latina: Grandes Vitórias da Guerra Popular e Brilhantes Perspectivas", "O Problema do Camponês e a Revolução", "Sobre a Construção do Partido", "Sobre o Marxismo-Leninismo-Maoísmo", "Acerca do Pensamento Gonzalo" e entre outros
Revisionismo
Segundo Guzmán, o revisionismo surgiu como uma negação do marxismo, tirando o seu caráter revolucionário e mudando para um caráter burguês. Então, movimentos comunistas que optam por disputar eleições são considerados revisionistas, na visão de Guzmán. Guzman diz na "Entrevista do Século" que no processo de desenvolvimento do Marxismo surgiu o velho revisionismo que foi derrotado na Primeira guerra mundial, porém após a ascensão de Nikita Khrushchov e seus seguidores, surgiu o revisionismo contemporâneo, que está indo contra o marxismo. Tanto o velho revisionismo quanto o revisionismo contemporâneo tem a mesma origem, a negação do marxismo, se opondo a filosofia Marxista para substituí-la por uma filosofia burguesa, distorcendo o Socialismo científico para se opor a Luta de classes e a revolução, apoiando o cretinismo parlamentar e pacifismo e assim caminhando em direção a restauração capitalista.
Chefatura
Para Guzmán é natural que a revolução tenha chefes, um grupo de chefes. Assim como na Revolução de Outubro, os chefes foram Lenin, Stalin, Sverdlov. Isso também ocorreu na revolução chinesa, com um pequeno grupo de chefes como o Mao Tsé-Tung, Kang Sheng, Jiang Qing e muitos outros, então toda revolução é assim e toda revolução precisa de um chefe, um grupo de chefes, mas que sempre haverá um chefe que ira se sobressair comparado a outros chefes. Esse grupo de chefes estabelecerá um Partido Leninista de Vanguarda Democrática e a revolução será construída em torno desse partido. Guzmán também pontua que há uma diferença entre dirigente e Chefatura, dirigente é um cargo orgânico enquanto os chefes e chefatura é um reconhecimento da autoridade partidária e revolucionária.
Sobre Mariátegui
Em sua obra chamada de "Para Entender Mariátegui" Abimael Guzmán mostra a sua admiração e sua inspiração por José Carlos Mariátegui, mas também conta sobre a vida de Mariátegui e sua trajetória. Guzmán diz em sua obra, que Mariátegui tinha uma missão, construir o socialismo no Peru, missão essa que cumpriu com maestria. Viveu, estendeu e morreu em nome do comunismo. Gúzman também acusa que oportunistas, cujo nome Abimael não quis dizer, surgem levantando a bandeira de Mariátegui mas distorcem tudo o que Mariátegui construiu, fazendo tudo contra o que Mariátegui ensinou, negando o caráter Semi-feudal e Semicolonial da sociedade Peruana.
A Universalidade da Guerra Popular Prolongada
O Mao Tsé-Tung concebeu a ideia da Guerra popular prolongada (GPP), como tática para a vitória do Partido Comunista. Mao Tsé-Tung concebeu a GPP especificamente para a sociedade da Chinesa, que na época era um país muito rural. Mas Abimael para Abimael Guzmán a GPP a Guerra Popular Prolongada era universal, possível de se aplicar em todos os países do mundo, independentemente das condições políticas daquele país. O Sendero Luminoso junto com o Exército Popular de Libertação (Peru) utilizaram desse método e invadiram dos campos a cidade. E portanto, Abimael Guzmán concluí que a GPP é a tática principal para uma revolução. Alguns autores já tentaram contestar a Universalidade da Guerra Popular Prolongada, como o José Maria sison que rejeitava a Universalidade da GPP, afirmando que essa tática só é possível em países semi-feudais e semi-coloniais.
A Construção Concêntrica
Após definir que a Guerra popular prolongada é a principal tática do partido e da Universalidade da GPP, eles definiram que para construir uma GPP exigem uma abordagem específica para organizar a GPP: A construção concêntrica das três armas. As três armas são o Partido, exército popular e frente unida, serão construídas com a meta de alcançar de maneira mais efetiva a revolução. O exército popular é uma instituição formada pelo ploretariado fundamental, qual os trabalhadores lutam por sua causa. O partido deve estar liderando o exército, usando o marxismo-leninismo-maoismo como base. A frente unida é formada pelas massas populares aonde fazem aliança com revolucionários, apesar de não serem avançados na ideologia. Este é o significado da palavra concêntrico (co-centro) sendo o centro o partido e a chefatura.

## Morte
Guzmán morreu em 11 de setembro de 2021, aos 86 anos de idade, na prisão da base naval do Callao.